# Leo Levitt
Leo Levitt (* im 20. Jahrhundert; † unbekannt) war ein kanadischer Snookerspieler und späterer -trainer aus Montreal, dessen im November 1948 gespieltes Maximum Break heute als eines der ersten 147er-Break aller Zeiten gilt.

## Leben
Am 24. November 1948 soll Levitt in seiner Heimatstadt Montreal ein Maximum Break gespielt haben, was mitunter als erstes 147er-Break aller Zeiten bezeichnet wird, auch wenn bereits 14 Jahre zuvor ein solches von Edward James O’Donoghue überliefert ist. Der Snooker-Weltverband gratulierte dem zu diesem Zeitpunkt noch „jungen“ Levitt mit einem entsprechenden Zertifikat, eine offizielle Anerkennung blieb aber zunächst aus, wurde aber auch nicht nachgereicht. Folglich gilt es heutzutage als inoffizielles Maximum. Noch Jahrzehnte später spielte Levitt bei einigen Turnieren mit, zum Beispiel bei der Montrealer Stadtmeisterschaft. 1975 und 1978 nahm Levitt an den Canadian Open teil. Beide Male schied er im Achtelfinale aus; 1975 mit 7:9 gegen John Spencer, 1978 mit 0:9 gegen Cliff Thorburn. Der kanadische Snooker-Verband bezeichnet Levitt in einem Eintrag in der Kategorie „in memoriam“ als „stets schweren Gegner“, der zudem gerne als Trainer anderen Spielern geholfen habe und „Kanada auf die Snooker-Weltkarte“ gebracht habe.